# 払腰

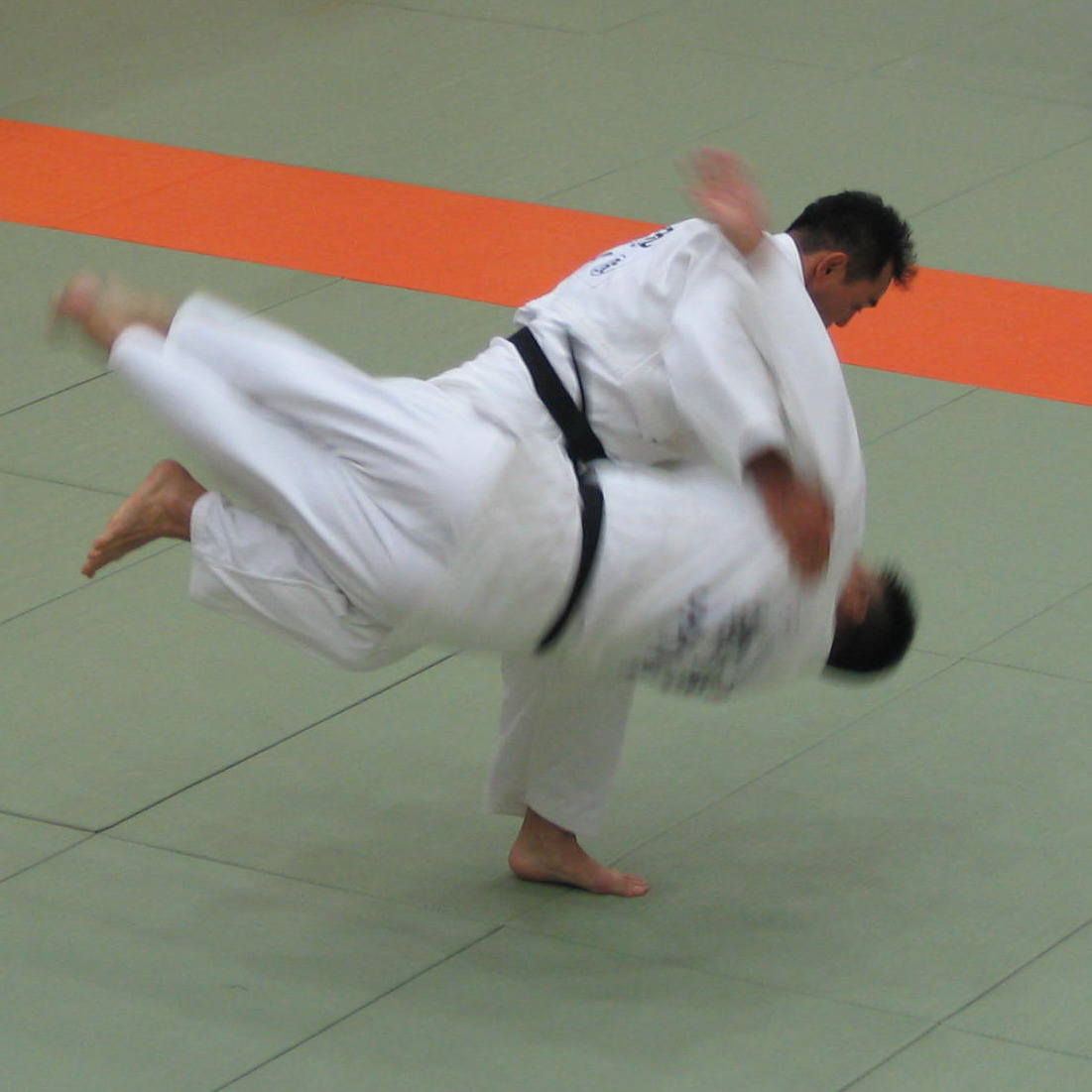
払腰の実演

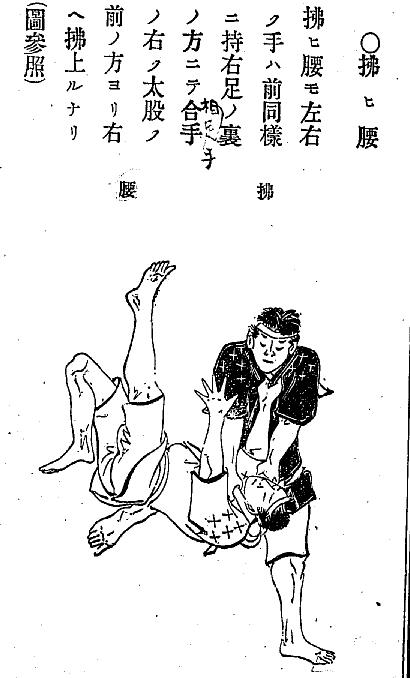
天神真楊流の乱捕技、拂ヒ腰

払腰（はらいごし）は、柔道、の腰技の一つ。講道館や国際柔道連盟 (IJF) での正式名。IJF略号HRG。旧称掃腰。幕末の天神真楊流柔術の乱捕技に拂ヒ腰がある。

## 概要
相手を右または左後ろ腰に乗せ、そこを支点に、後ろに脚を払って、相手を横に泳がせる様に投げる技。
また、内股は、股の間（足の内側）から足を跳ねる（跳腰は自分と同じ足、内股はどちらの足でもよい。）のに対し、払腰は脚の外側から払う。（特に、内股と払腰は、脚の内側から脚を跳ねるか、脚の外側から脚を払うかの違いだけで、全く、同じフォームで投げる事も出来る。）釣り手で横襟を掴み、引き手で袖を掴む。前回りさばきで相手を前すみに吊るすように崩し、脚後部を相手の脚にあて、払い上げるようにして投げる。腰の高さにあてると、大車になり、腰にのせず、脚にあてて投げると、足車になる。
大外刈を払腰で返すケースもある。
相撲の決まり手二丁投げは大外刈と共に払腰にあたる技である。
第2代第4代ロシア連邦大統領のウラジーミル・プーチンは払腰を得意技としている。

### 投の形
投の形の腰技の2本目。
約2尺で向かい合い、受が右足を踏み出して右自然体に組もうとする。これに取が応じ、右自然体で組み、左足から後退する。続いて、取は受を引き出そうと左足を引く。このとき、右手を受の左腋下に差込む。次に取が後退するとき、両手で受を引き付け、受から見て右前隅に浮かし崩す。そして、右脚で払いあげる。

## 変化

### 回込み払腰
回込み払腰（まわりこみはらいごし）は横山作次郎が得意だった変わった体さばきの払腰。右組で左足を相手の左に踏み込み、その左足を軸に、はずみをつけて体を左回転で急旋回させながら、相手を真前に崩し、右脚を大きく相手の前に振り出し、払い上げて倒す。大車や腰車にも同様の体さばきのものがある。

## 歴史
嘉納治五郎の得意技浮腰は大抵の者は容易に逃げることは出来ない技であったが、次第に西郷四郎などが前に飛んで回避するようになり決まらなくなってきた。そこで嘉納は逃げる脚を払って投げを効かせる払腰を編み出した。嘉納は1931年刊の著書『柔道教本』の中で払腰について、「西郷四郎はどんな技を掛けられても、暫くするとそれに対応する方法を工夫して逃げる事を覚えた。私は浮腰が得意であったから当分の間は容易に逃げさせなかったが、後には前に跳んで逃げるようになった。そこで、その逃げる脚を払いながら喰い止めて投げを効かせるようにした技である」と述べている。しかし、嘉納が学んだ天神真楊流柔術の乱捕技に拂ヒ腰という同様の技が存在していることや、柔術諸流の乱捕で使われていた事実から、起源は江戸時代にあると考えられている。
また、丸山三造が編集した『日本柔道史』には嘉納治五郎の起倒流の師である飯久保恒年の得意技は払腰と横捨身であったと記されている。

## 返し技
払腰への特有の返し技としては足技の払腰返がある。払腰をやり返した場合は、「払腰」が記録される。大外刈で返すケースも多い。他に楔刈がある。楔刈は柔道では禁止技である。

## 他の競技への派生

### プロレス
プロレスにおいては、柔道経験者のレスラーが走ってくる相手に対しカウンター技として用いることが多い。アメリカのマット界では"Judo throw"と呼ばれる。

#### 主な使用者
- 岩本煌史 - カウンター式を「孤高の芸術」として使用。フィニッシャー。
- 小川直也
- 金本浩二
- 坂口征夫
- 佐藤耕平
- 高橋匡哉
- 橋本友彦
- MAO - その場式で使用。
- 村上和成
- 吉村直巳
- 「ことり」
- 志田光
- 優宇 - カウンター式の他、相手を浮かせて高角度でマットに叩きつける形を「イッポン」として使用。
- 渡辺智子